# Leteća riba (zviježđe)
Leteća riba (lat. Volans) jedno je od 88 modernih zviježđa. Manje zviježđe južne polutke koje je prvi opisao Johann Bayer u djelu Uranometrija. Najsjajnija zvijezda Beta Vol je udaljena 108 sg s prividnom magnitudom od 3,77.
Zviježđe predstavlja vrstu tropskih riba koje mogu iskočiti iz vode i kliziti zrakom na krilima. Na ranim nebeskim kartama leteća riba često je prikazivana kako prati Brod Argo, a progoni je grabežljiva riba predstavljena susjednim zviježđem Zlatna riba.
U zviježđu se nalaze dvije dvostruke zvijezde koje se mogu promatrati malim teleskopom, Gamma Volantis i Epsilon Volantis, zajedno s dvije galaksije koje je možda teže vidjeti jasno, NGC 2442 i NGC 2434.

## Važniji objekti
- Dvostruke zvijezde : Gama Vol, Zeta Vol
- Trostruka zvijezda: Eta Vol, Epsilon Vol, Kapa Vol
- Žuti patuljak: HD 76700
- Eliptična galaktika: NGC 2434
- Lećasta galaktika: AM0644-741
- Spiralna galaktika: NGC 2397, NGC 2442